# Réconciliation phylogénétique
La réconciliation phylogénétique est une méthode qui permet de concilier l'arbre phylogénétique des espèces avec celui des différentes molécules.
Lors de l'évolution des espèces, il n'est pas rare que certaines parties du génome aient une histoire différente des autres. Certains gènes peuvent présenter une histoire particulière avec des évènements tels qu'une disparition, une duplication ou un transfert de gènes entre deux espèces. Ces évènements singuliers apportent généralement du bruit lors de l'établissement de l'arbre phylogénétique de l'espèce. La réconciliation phylogénétique consiste à modéliser explicitement ces évènements, permettant ainsi à chaque gène d'apporter sa contribution propre à l'histoire du génome.
Cette approche permet notamment de prendre en compte les transferts horizontaux de gènes. Ce faisant, elle a pour effet de complexifier la structure arborescente initiale en réseau permettant de décrire les différents transferts de gène.
Historiquement, ces méthodes introduites dans les années 1980, permettaient de décrire des disparitions ou duplications de gène. Puis elles ont été utilisées pour tracer les relations coévolutives d'espèces symbiotiques. Puis ces  méthodes se sont complexifiées pour modéliser la diversité génétique au sein de populations et le transfert horizontal de gènes. Désormais, des méthodes statistiques permettent de déterminer le scénario le plus probable impliquant des transferts de gène et d'évaluer leur plausibilité.